# Body positivity

Beeldengroep Jag tänker på mig själv (Zweeds: 'ik denk aan mezelf'), buiten bij de 'Växjö konsthall' in Zweden, gemaakt door Marianne Lindberg De Geer. Het verbeeldt een vrouw met anorexia en een obese vrouw, beide met hetzelfde gezicht, namelijk dat van de kunstenares. Het is een 'reactie op de toenemende lichaamsfixatie in onze tijd, en wil ons eraan herinneren trots te zijn op onszelf, en dat alle mensen even waardevol zijn'.

De term body positivity (Engels, vertaling: 'lichaamspositiviteit') verwijst naar een maatschappelijke beweging die ernaar streeft om het zelfbeeld van mensen te versterken (empowerment) en tegelijkertijd de wijze waarop de maatschappij het menselijk lichaam beoordeelt ter sprake te brengen. De beweging pleit voor acceptatie van het menselijk lichaam in al zijn verschijningsvormen, stelt bestaande schoonheidsidealen ter discussie en is daarmee een emancipatiebeweging. Er is vaak een focus op dikke mensen en het tegengaan van stigmatisering en discriminatie van dikke mensen; andere termen voor de beweging, specifiek met die focus, zijn fat acceptance movement (dikheidsacceptatiebeweging), fat pride (dikheids-trots) en fat activism (dikheidsactivisme).
Het is aangetoond dat dikke mensen te maken hebben met fatshaming en een brede waaier aan vooroordelen over de persoonlijkheidskenmerken van dikke mensen. Dit leidt ertoe dat zij minder goede onderwijs- en baankansen krijgen, een lager salaris verdienen, minder vaak trouwen en minder vaak goede gezondheidszorg krijgen vergeleken met mensen met een gezond gewicht.
Body positivity is gestart als een reactie op hoe er tegen mensen met overgewicht werd aangekeken, maar heeft zich ontwikkeld tot een bredere beweging die zich bezig houdt met alle lichamen die anders zijn dan het lichaamsbeeld dat in de media gepresenteerd wordt.
Dankzij de sociale media heeft de beweging zich wereldwijd kunnen ontwikkelen.

## Geschiedenis

De drie Gratiën, Peter Paul Rubens

Vele eeuwen lang stond dik zijn symbool voor welvaart. Dit is zichtbaar op schilderijen zoals die van Rubens, die graag dikke vrouwen afbeeldde die tegenwoordig 'Rubensvrouwen' worden genoemd. Ook in de literatuur (onder andere bij Shakespeare) worden dikke mensen neergezet als vrolijk en hartelijk, tegenover introverte, verdrietige dunne personages. Nog tot ver in de 19e eeuw werd een mollige vrouw gewaardeerd boven een magere vrouw. Tegelijkertijd eiste het modebeeld wel dat de vrouwen een taille hadden, waarvoor eeuwenlang korsetten werden ingezet.

### 19e eeuw
Tijdens de Eerste feministische golf die rond 1850 begon en wereldwijd invloed had, kwam er ook aandacht voor de ongemakkelijke kleding die vrouwen moesten dragen. Het belangrijkste kenmerk daarvan, de ingesnoerde (wespen-) taille, die niet alleen ongemakkelijk maar ook ongezond was, werd verworpen. Amerikaanse vrouwen waren de eersten die stelden dat zij niet langer aan modedictaten hoefden te voldoen en promootten kleding die in de eerste plaats functioneel was. In de kern ging het erom dat vrouwen niet langer hun lichaam wilden vervormen naar een ideaal. De wens om ook als vrouw sporten te kunnen uitoefenen droeg bij aan de vraag naar ruimere en praktischer kleding. De beweging sloeg niet echt aan en de gewoonte om korsetten te dragen bleef nog zeker tot de Tweede Wereldoorlog bestaan.

### 20ste eeuw
In de jaren 30 van de 20ste eeuw wordt op basis van cijfers van verzekeraars voor het eerst onomwonden vastgesteld dat dik zijn ongezond is omdat het tot een verhoogd overlijdensrisico leidt. Het gevolg daarvan is dat het schoonheidsideaal verschuift naar een slank, of zelfs mager lichaam. Niet langer worden dikke mensen als gezellige levensgenieters beschouwd, maar als gekwelde mensen die hun depressieve gevoelens wegeten.
Tegelijkertijd krijgen steeds meer mensen overgewicht doordat de maatschappij is veranderd: sinds de jaren 50 oefenen meer mensen zittende beroepen uit en bewegen ze minder door de opkomst van gemotoriseerd verkeer, kinderen spelen minder buiten en zitten meer voor de tv en er is in het Westen een overvloed aan voedsel voorhanden, waaronder veel bewerkt, calorierijk en goedkoop eten.
Geïnspireerd door de Afro-Amerikaanse burgerrechtenbeweging in de jaren 60 in de VS gaan ook mensen met overgewicht aandacht vragen voor de discriminatie die zij ervaren. Op 5 juni 1967 berichtte The New York Times onder de titel 'Curves Have Their Day In Park' over de 'Fat-in'-happening die radiopresentator Steve Post in Central Park, New York, had gehouden. De krant meldde dat een groep van 500 mensen bijeenkwam om zwaarlijvigheid te vieren, dat men dieetboeken verbrandde en dat men spandoeken droeg met 'Fat Power' en 'Think Fat'.
In de The Saturday Evening Post van 4 november 1967 publiceerde zijn plaatsgenoot Lew Louderback het manifest More people should be fat waarin hij benoemt hoe hij en zijn vrouw op allerlei terreinen discriminatie ondervinden wegens hun hoge gewicht.

#### Organisaties

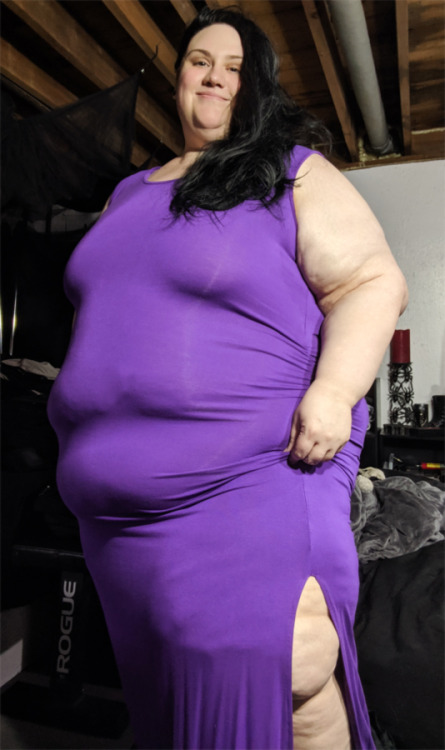
Een SSBBW (Super Sized Big Beautiful Woman)

Geïnspireerd door Post en Louderback richtte Bill Fabrey in 1969 de National Association to Advance Fat Acceptance (NAAFA) op. Het hoofddoel van deze organisatie was het benadrukken dat overgewicht niet per se ook betekent dat iemand ongezond is, en dat de maatschappij moet stoppen mensen met overgewicht te discrimineren.
In 1973 wordt door een groep feministen uit Californië het Fat Manifesto gelanceerd, waarin gelijke rechten voor dikke mensen op alle terreinen van het leven worden geëist. In Londen wordt halverwege de jaren 80 de 'Fat Women's Group' opgericht, die jarenlang actief was met dezelfde missie.
In 1979 lanceert Carole Shaw de term Big Beautiful Women als ze het 'BBW Magazine' lanceert, een mode- en lifestyle-magazine voor plus-size vrouwen. Ook uit de NAAFA komt een glossy magazine voort, 'Dimensions', dat van 1984 - 2002 bestaat en de term BBW overneemt. Het blad is bedoeld voor BBW en hun liefhebbers, FA (Fat Admirers). Dit tijdschrift brengt de website DimensionsGirls voort, vol met foto's van (extreem) dikke modellen, die later overgaat in de (bloot-) site BigCuties.
In Nederland richt Marja Visser in 1995 voor dikke vrouwen en hun bewonderaars het relatiebureau Dik voor Mekaar op, alsmede de Bond van Formaat, een mensenrechtenorganisatie die strijdt voor maatacceptatie en tegen 'dikcriminatie'. Haar boek uit 1995 met de titel Dik voor mekaar is geschreven voor 'al diegenen die denken dat dik zijn, na ziekte en dood, het ergste is dat een mens kan overkomen'.
In 1997 wordt in de VS de International Size Acceptance Association (ISAA) opgericht, een niet-gouvernementele organisatie (ngo) die internationaal strijdt voor het bevorderen van 'maatacceptatie' en tegen discriminatie op grond van gewicht, door middel van belangenbehartiging en zichtbare, wettige acties. De Amerikaanse activisten pleiten voor het opnemen van zwaarlijvigheid als handicap in anti-discriminatiewetgeving. De wetgever bepaalt echter dat de mogelijke kosten van obese mensen voor de volksgezondheid zwaarder wegen dan de voordelen van het opnemen in anti-discriminatiewetten.
In 2003 wordt de Association for Size Diversity and Health (ASDAH) opgericht. Deze internationale ngo richt zich op educatie met betrekking tot vooroordelen over overgewicht, belangenbehartiging van obese mensen in verschillende situaties en het bijeenbrengen van lotgenoten die discriminatie ervaren wegens overgewicht.
België kent de actiegroep Dik Voor Mekaar, die het woord 'dik' als geuzennaam gebruikt, en strijdt voor een wereld waarin dikke mensen gelijkwaardig behandeld worden.

#### Opkomst van diëten

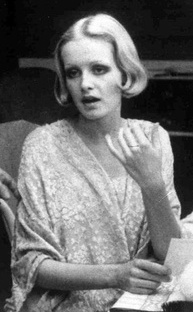
Model Twiggy

In de tweede helft van de 20ste eeuw schuift het schoonheidsideaal steeds verder op naar extreem dun: van de jaren 60 met fotomodel Twiggy tot aan de heroin chic van de supermodellen uit de jaren 90, refererend aan de hologige gezichten en broodmagere lichamen van heroïneverslaafden.
In Nederland ontstaat in de jaren 70 het besef dat er iets gedaan moet worden aan het gegeven dat steeds meer mensen overgewicht hebben, omdat dit tot gezondheidsklachten leidt. Dat leidt tot een hausse aan diëten om af te vallen.
Ook voor kinderen wordt het steeds gewoner om te gaan lijnen, en dit gebeurt op steeds jongere leeftijd. In 1992 wordt de Internationale Anti-Dieetdag (6 mei) ingesteld na de zelfmoord van een 15-jarig meisje dat zichzelf te dik vond. In 2008 blijkt uit onderzoek van de Radboud Nijmegen dat slechts 8 procent van de kinderen tussen zeven en tien jaar nog nooit heeft gelijnd.

### 21ste eeuw
Als in 2006 het 22-jarige Uruguayaanse model Luisel Ramos tijdens een modeshow overlijdt aan een hartstilstand als gevolg van anorexia nervosa neemt de Madrid Fashion Week-organisatie als eerste verantwoordelijkheid door een BMI-drempel voor modellen te introduceren. Catwalks in Italië en het modeblad Vogue volgen en tonen niet langer meer modellen met een BMI lager dan 18. In Israel wordt in 2012 een wet aangenomen die het modellen met een lagere BMI dan 18,5 verbiedt hun werk te doen.
Voor veel mensen met overgewicht wordt hun leven gedomineerd door het volgen van diëten om daarna weer aan te komen (het jojo-effect). De maatschappelijke druk die zij ervaren om af te vallen kan leiden tot toenemende frustratie en onbehagen over het lichaam. Tegelijkertijd wordt op de sociale media, die vanaf 2010 in opkomst zijn, een beeld geschetst door onder andere fitgirls dat een perfect (dus dun) lichaam voor iedereen haalbaar is als je maar hard genoeg lijnt en traint.
Met de opkomst van het internet vanaf 2000 vinden mensen met overgewicht op internetforums en chatsites een plek om voor zichzelf op te kunnen komen en gelijkgestemden te ontmoeten. De sociale media bieden ook de mogelijkheid om foto's te plaatsen. Dit geeft een podium aan body positivity-activisten om zich zonder schaamte en zelfverzekerd te presenteren aan de wereld en duidelijk te maken dat elk lichaam, ongeacht het gewicht en de vorm, er mag zijn.
Rond 2008 - 2010 zijn het de zwarte en gekleurde vrouwen met overgewicht die als eerste de hashtag #bodypositivity gaan gebruiken op Tumblr en in Facebookgroepen. Als vanaf 2012 het fenomeen influencer zijn intrede doet op de sociale media wordt #bodypositivity breed opgepikt.
In 2019 publiceert de Nederlandse journaliste Tatjana Almuli (die een gendefect heeft dat tot obesitas kan leiden) haar boek Knap voor een dik meisje. Het gewicht van gewicht. In dit boek beschrijft ze haar persoonlijk strijd tegen overgewicht, de schaamte voor haar lichaam, het taboe rondom dik zijn maar ook hoe de maatschappij zo is ingericht dat er geen rekening wordt gehouden met mensen met overgewicht.

#### Omslag
Uit cijfers van het Centraal Bureau voor de Statistiek blijkt dat tussen 2018 en 2020 26% van de mensen met ernstig overgewicht (BMI > 30) tevreden is met hun lichaam. In de periode 2015 - 2017 was dit 22 %.

## Sociale media en lichaamsbeeld
Door de opkomst van de sociale media en de filters die zij bieden om foto's te verfraaien tot het ideale plaatje, ontstaat een tendens dat jonge mensen steeds meer ook in de realiteit willen voldoen aan dat (zelfgecreëerde) ideaalbeeld. Mede onder invloed van beroemdheden en influencers wordt het steeds normaler om ingrepen aan het lichaam te doen zoals het plaatsen van facings, het vergroten van lippen met ingespoten fillers en toepassing van permanente make-up en plastische chirurgie, naast de al langer populaire ingrepen als orthodontie en oorcorrectie.
Uit onderzoek dat in 2014 werd uitgevoerd door de Florida State Universiteit en gepubliceerd werd door het International Journal of Eating Disorders blijkt dat een groep vrouwen die 20 minuten op Facebook zat hierdoor minder tevreden was geworden over hun uiterlijk.
Tegelijkertijd zijn vooral Instagram en Twitter de platformen waar een tegenbeweging te zien is die pleit voor het accepteren van het lichaam zonder er iets aan te veranderen. Niet alleen overgewicht, maar ook het niet hebben van de perfecte rondingen of het hebben van huidproblemen, lichaamshaar en lichamelijke verouderingsverschijnselen worden hierbij benoemd.
Als rond 2012 influencers de hashtag ontdekken en overnemen gaat de oorspronkelijke betekenis van de term body positivity langzaam verschuiven. Steeds meer wordt de term gebruikt door goed uitziende vrouwen die mooie rondingen op de juiste plekken hebben, en daarmee een schoonheidsstandaard stellen die weinig meer te maken heeft met het oorspronkelijke doel van de beweging.
Rond 2020 verwatert de betekenis van body positivity verder doordat de term, naast hashtags als #loveyourbody en #allbodiesarebeautiful, op sociale media ook gebruikt gaat worden door vrouwen die er juist trots op zijn dat ze zijn afgevallen, en zelfs gebruikt gaat worden door aanbieders van dieetproducten.

### Body positivity-activisten

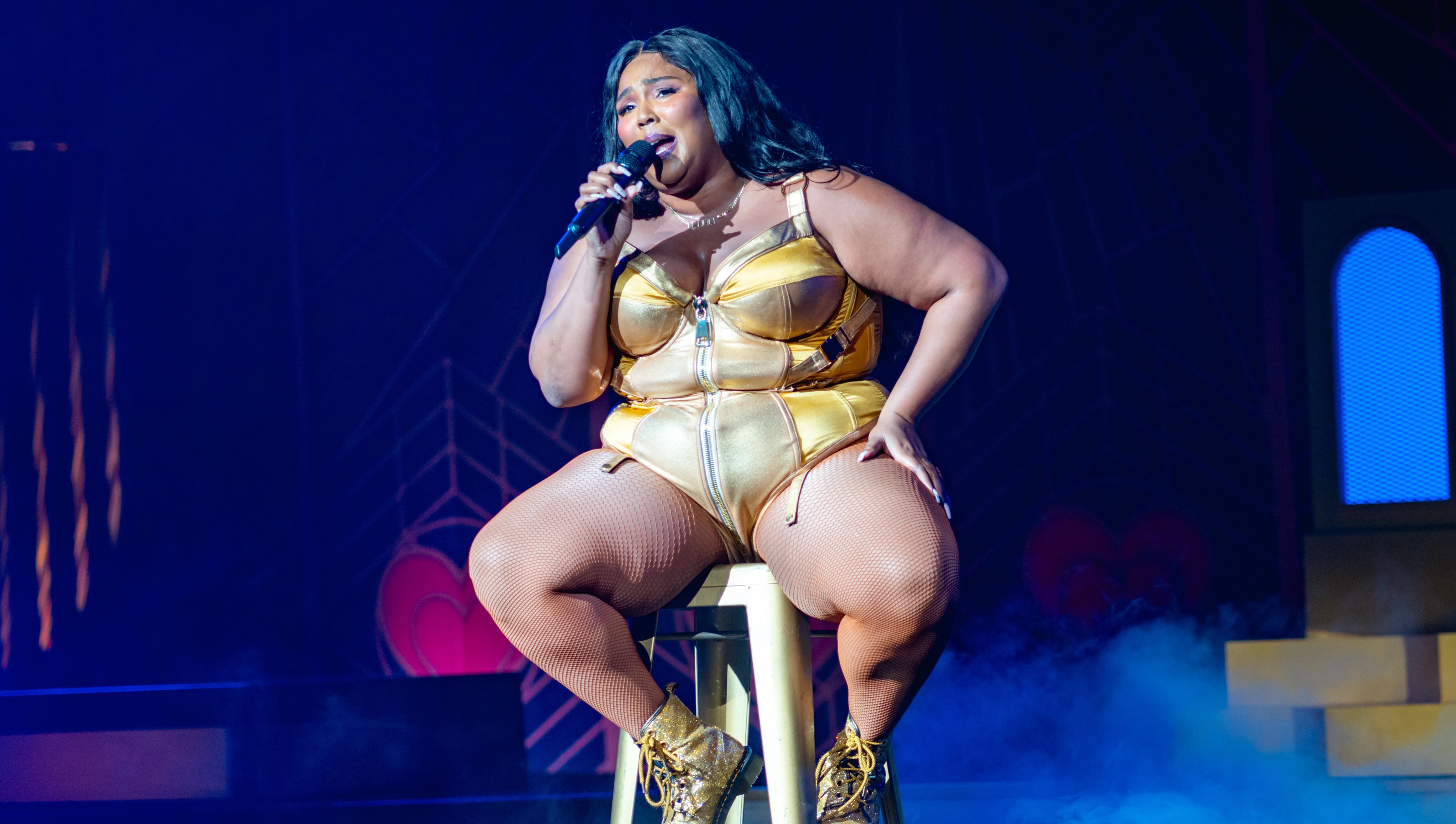
Zangeres Lizzo

Amerikaanse beroemdheden zoals de zangeres Lizzo pleiten voor de schoonheid van alle lichamen en niet alleen de jonge, dunne en witte lichamen.
Feministe Tess Holliday vraagt met @EffYourBeautyStandards vanaf 2013 op sociale media aandacht voor body positivity. In 2015 wordt ze voor het Britse modellenbureau Milk Management het eerste plus-size model met een grotere kledingmaat dan EU 46, en daarmee een rolmodel voor veel vrouwen.
De Nederlandse modestylist Edith Dohmen begint in 2011 haar Instagramblog Style Has No Size om meisjes en vrouwen met een grote maat te tonen hoe goed je eruit kunt zien. Binnen Nederland is ook Lotte van Eijk, online bekend onder de naam LoVaEij, erg actief in het bevorderen van zelfvertrouwen van dikke mensen en het reclaimen van het woord 'dik'. Ze heeft een eigen kledingmerk, House of Lovaeij.
Vlaams plus-size-model en bodyactivist Sharon Grobben pleit sinds 2015 op haar socialemedia-accounts voor body positivity. In 2019 richt ze The Diversity Project op en organiseert body positivity-catwalks in Vlaanderen (Antwerpen 2019) en Nederland (Eindhoven 2020).

## Gender
Over het algemeen zijn het vooral vrouwen die zich op de sociale media uitspreken over dit onderwerp. Ook onder mannen bestaat echter het probleem om te voldoen aan het schoonheidsideaal van een afgetraind lichaam met zichtbaar 'wasbord' ofwel 'sixpack'. Rond de 30 procent van de mannen is ongelukkig met zijn lichaam. Van de patiënten met anorexia is zo'n 10 procent jongen of man.

## Bedrijven en inclusiviteit
Nadat bedrijven en de mode-industrie er jarenlang niet voor terugdeinsden om reclamefoto's te bewerken tot een nog idealer plaatje wordt men zich begin 21ste eeuw bewuster van de gevolgen van het opleggen van een voor velen onhaalbaar schoonheidsideaal. Er ontstaat tevens een tendens naar meer inclusiviteit, dus ook met oog voor mensen van verschillende huidskleur, leeftijd of met een zichtbare lichamelijke aandoening.
1. Met de Dove Real Beauty Pledge belooft het merk Dove van Unilever van schoonheidsmiddelen vrouwen in reclames af te beelden zoals ze in het echte leven zijn en geen modellen of actrices in campagnes in te zetten.[24] In 2004 startte Dove de Dove campaign for real Beauty als reactie op de bevindingen van een grote, wereldwijde studie, The Real Truth About Beauty: A Global Report, uitgevoerd in opdracht van Dove (onderdeel van Unilever). Hieruit bleek dat slechts 2% van de vrouwen over de hele wereld zichzelf zou omschrijven als mooi.[25] Hierna volgde het Dove Self-Esteem Project, dat sinds 2005 in meer dan 142 landen via scholen projecten heeft opgezet om het zelfvertrouwen van jongeren over hun lichaam te versterken.[26]
2. Vanaf 2016 start Mattel een nieuwe lijn Barbiepoppen onder de naam Fashionistas, die in 2020 bestaat uit 9 verschillende verschijningsvormen (waaronder een pop in een rolstoel, een pop met een beenprothese, een pop met vitiligo, korte, mollige poppen en genderneutrale poppen), 35 huidskleuren en 94 kapsels, met als doel dat elk kind zich in een pop kan herkennen.[27][28]
3. Najaar 2019 lanceert kledingmerk Zalando de reclamecampagne Free to be met aandacht voor een model met alopecia, een curvy model, een genderqueer-model en een model dat op 82-jarige leeftijd haar carrière begon.[29]
4. In oktober 2019 herziet Instagram het beleid met betrekking tot cosmetische chirurgie-filters, met als reden dat gebruikers er mentaal op een verkeerde manier door beïnvloed zouden kunnen worden.
5. Om te voorkomen dat mensen zich buitengesloten voelen gaat Unilever in 2021 de aanduiding 'normaal' van zo'n 200 schoonheidsproducten verwijderen, omdat deze term suggereert dat er zoiets bestaat als een 'normale huid' of 'normaal haar'. Bij een peiling onder 10.000 klanten bleek 70 procent de term 'normaal' als negatief te ervaren.[30]
6. In 2021 brengt de Nederlandse startup Lalaland een digitaal fotomodel op de markt voor kledingwebshops. Met deze toepassing kunnen klanten bij het bestellen van kleding het model aanpassen aan hun eigen uiterlijk, en hierbij kiezen uit 6 etnische groepen, 5 leeftijdsgroepen, 5 verschillende lichaamsvormen en 6 verschillende maten. Op deze manier wordt kleding niet langer meer alleen getoond door lange, dunne, jonge vrouwen met maat EU 34.[31] De websites van Wehkamp, Sapph en Dockers zijn de eerste die deze service aanbieden.

### Kritiek
De Dove campaign for real beauty werd door critici zowel een 'game changer' en een verademing genoemd als hypocriet, omdat het doel nog steeds is het verkopen van schoonheidsbevorderende middelen door middel van goed uitziende mensen, en daarmee een schoonheidsideaal oplegt aan de doelgroep.
In 2020 stelt de redactie van het NPO Radio 1-collectief Alicante vast dat er nog tientallen tot honderden cosmetische filters circuleren op Instagram. Als men hier vragen over stelt verwijdert Instagram de filters waarbij de lippen voller worden gemaakt, de neus strakker en een rechtere kaaklijn kan worden gerealiseerd. Omdat gebruikers ook zelf filters kunnen bouwen stelt Instagram dat ze niet alle cosmetische filters kunnen verwijderen.

## Psychologie
Van de 1,9 miljoen obese volwassenen in Nederland (met een BMI van boven de 30) is 41 procent ontevreden over het eigen gewicht (2019). Een negatief lichaamsbeeld wordt in verband gebracht met een reeks geestelijke gezondheidsproblemen waaronder anorexia, boulimia, depressie en stoornis van de lichaamsbeleving (BDD). Daarnaast vergroot obesitas, door een negatieve invloed op de doorbloeding van de hersenen, de kans op Alzheimer, ADHD, bipolaire stoornis en schizofrenie.
Uit onderzoek van het Rijksinstituut voor Volksgezondheid en Milieu (RIVM) (uit 2011 blijkt dat volwassen personen met obesitas een anderhalf keer hoger risico hebben op het ontwikkelen van een depressie dan volwassenen met een gezond gewicht. Van de obese kinderen uit hetzelfde onderzoek heeft rond de 24 procent psychische problemen ten opzichte van rond de 13 procent onder kinderen met matig overgewicht, en rond de 10 procent onder kinderen met een gezond gewicht. De onderzoekers tekenen hier bij aan dat er onvoldoende kennis is over de causaliteit tussen psychische problemen en overgewicht en dat nader onderzoek nodig is.
De body positivity-beweging pleit ervoor om eigenwaarde te ontlenen aan zelfacceptatie en zelfliefde, en niet afhankelijk te maken van het uiterlijk. Uit onderzoek blijkt dat mensen die veel body positive-beelden zien, zich beter over hun eigen lichaam gaan voelen.

## Kritiek

### Medisch
Alhoewel erkend wordt dat psychisch welbevinden belangrijk is voor mensen met overgewicht, waarschuwen deskundigen dat body positivity kan leiden tot berusting of zelfs het promoten van een leefstijl die overgewicht in stand houdt.
Erkend wordt dat er dikke mensen bestaan die wel gezond zijn, maar dat dat uitzonderingen zijn. In 2012 constateerden Amerikaanse onderzoekers dat in een groep van 43.000 personen met overgewicht de helft van de personen gezonde bloedwaarden had. Dit leidde tot de 'obesitasparadox': het is mogelijk om overgewicht te hebben maar toch gezond te zijn.
In 2018 stelde een groep Britse wetenschappers dit ter discussie op basis van een studie onder 3,8 miljoen mensen, waaruit volgens hen bleek dat een persoon met overgewicht en goede bloedwaarden toch een grotere kans op allerlei aandoeningen heeft dan een persoon met dezelfde bloedwaarden en een gezond gewicht. Bij personen met overgewicht én ongezonde bloedwaarden is die kans nog groter. De British Heart Foundation concludeerde hieruit dat overgewicht niet alleen ongezond is omdat het tot een hoge bloeddruk en slechte cholesterolwaarden leidt, maar dat overgewicht op zich al genoeg is om gezondheidsproblemen te veroorzaken.
Het is bewezen dat overgewicht leidt tot een vergroot risico op op hart- en vaatziekten, vruchtbaarheidsproblemen, gewrichtsproblemen, diabetes en verschillende soorten kanker. Daarnaast verhoogt obesitas de kans op complicaties bij Covid-19.

### Overig

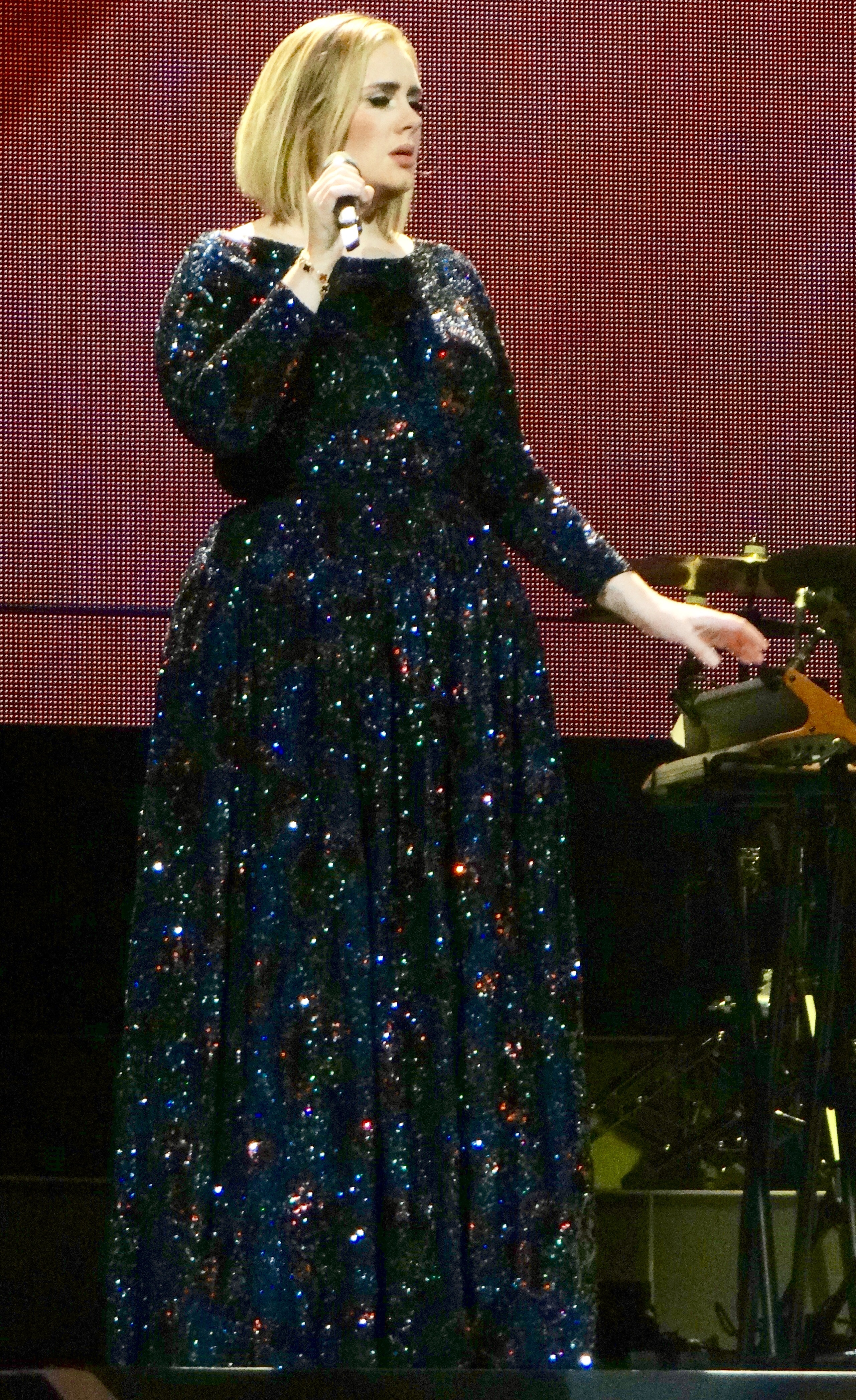
Adele in 2016

Critici wijzen op het feit dat curvy modellen nog steeds voldoen aan een ideaal omdat ze naast een welgevormde boezem en ronde heupen vaak ook een duidelijke taille hebben en daarmee een schoonheidsstandaard bevestigen (zandlopermodel).
Body-activisten constateren ook dat de body positivity-gemeenschap grenzen stelt aan wat nog wel en wat niet meer als acceptabel maximum gewicht en lichaamsvorm gezien wordt. Daarom zijn er activistische influencers die liever de term body confidence ('lichaamsvertrouwen') gebruiken.
De body positivity-gemeenschap levert ook onderlinge kritiek als iemand besloten heeft gewicht te verliezen en dit is gelukt. Toen zangeres en rolmodel Adele in 2020 spectaculair was afgevallen werd ze op sociale media als afvallige en verrader weggezet.